# Temelucha annulata
Temelucha annulata là một loài tò vò trong họ Ichneumonidae.